# Öwezgeldi Ataýew
Öwezgeldi Ataýew   (Districte de Ruhabat, 1951) és un polític  del Turkemistan. Era el president del parlament i designat successor de Saparmyrat Nyýazow en el càrrec de President de Turkmenistan, hauria d'haver succeït a Saparmyrat Nyýazow, després de la mort sobtada d'aquest el 21 de desembre de 2006. La fiscalia no obstant, va obrir diligències per suposades activitats criminals i per abús de poder. Övezgeldi Atayew va veure llavors bloquejada la seva promoció al comandament a títol interí, i el Consell de Seguretat va nomenar president interí al vicepresident del Consell de ministres i ministre de la Salut, de l'Educació i de les Ciències Gurbangulí Berdimujamédov. Poc després va haver de dimitir del seu lloc de president del parlament. Aquest procediment és considerat com un cop d'estat de facto.